# Златна плоча на Вояджър
Златната плоча на Вояджър е грамофонна плоча, поставена на борда на двата космически апарата, изстреляни през 1977 г. по програма Вояджър. Плочата съдържа записи на звуци и снимки, изобразяващи разнообразието на живота и културите на Земята. Плочата е предназначена за всякаква форма на извънземен живот или за хора от бъдещето, които биха я открили. Въпреки че космическите апарати не пътуват към определена звезда, след около 40 000 г. Вояджър 1 ще бъде на разстояние 1,6 светлинни години от звезда в съзвездието Змиеносец.
Поради незначителните си размери в сравнение с необятното междузвездно пространство е много малко вероятно космическите апарати да бъдат открити случайно. Ако някога записът бъде открит от извънземни същества, това най-вероятно ще е в далечно бъдеще и затова на плочата се гледа като на своеобразна капсула на времето и символично послание, а не като сериозен опит за комуникация.

## История
Апаратите Вояджър 1 и 2 са съответно третият и четвъртият обект с човешки произход, напуснали Слънчевата система след Пионер 10 и 11, изстреляни през 1972 и 1973 г. Апаратите Пионер носят плочи, съдържащи информация за времето и мястото на изстрелването им.
Плочите на Вояджър съдържат значително по-голямо количество информация. На плочите са записани думите на тогавашния президент на САЩ – Джими Картър:
| “ | Тази плоча е подарък от един отдалечен свят, сбор от нашите звуци, научни постижения, изображения, музика, мисли и чувства. Опитваме се да надживеем нашето време, за да можем да живеем във вашето. | ” |

## Носител
Информацията е записана на медна грамофонна плоча със златно покритие. Плочата има диаметър 30 cm. Записани са звуци и снимки, изобразяващи разнообразието на живота на Земята и човешката култура. Плочите на двата апарата са защитени с алуминиева обложка, заедно с грамофонна игла. Включени са и инструкции на символичен език, обясняващи произхода на апарата и начина на запис на информацията върху плочата.
На обложката се съдържа свръхчист образец от уран-238 с цел да послужи за датирането на плочата при нейното намиране от извънземната цивилизация.

## Диаграма
Бележки към диаграмата на обложката на Вояджър, предоставени от НАСА

## Пътешествие
Вояджър 1 е изстрелян през 1977 г., пресича орбитата на Плутон през 1990 г. и напуска Слънчевата система след преминаването му през граничния шок през ноември 2003 г.
Според Карл Сейгън: Апаратът може да бъде открит в междузвездното пространство и плочата просвирена само от напреднала цивилизация. Но хвърлянето на тази своеобразна бутилка с писмо в космическия океан е знак за оптимизъм за живота на Земята.
Според някои други мнения, след няколкостотин години земната цивилизация ще настигне Вояджър и вероятно ще го превърне в музеен експонат.

## Друга информация
Повечето от снимките на плочата могат да бъдат намерени в книгата Слухове от Земята: Междузвездната плоча на Вояджър (Murmurs of Earth: The Voyager Interstellar Record) на Карл Сейгън, Франсис Дрейк, Анн Драйън, Тимъти Ферис, Джон Ломбърг и Линда Залтсман (1978), ISBN 0-394-41047-5 (твърда корица); ISBN 0-345-28396-1 (мека корица). През 1992 г. е издаден е и CD-ROM от Уорнър Ню Медиа.
През юли 1983 г., БиБиСи излъчва 45-минутно интервю в което Сейгън и Драйън обясняват процеса на избор на музика за плочата.

## Златната плоча в киното и фантастиката
Във филма Звезден човек златната плоча е намерена от извънземна цивилизация, която изпраща свои представители на Земята.
Във филма Стар Трек: Филмът измисленият апарат Вояджър 6 носи подобна плоча.